# Nashvillesoundet
Nashvillesoundet är ett sound inom countrymusik som utvecklades under andra halvan av 1950-talet och ersatte honky tonk-stilen, som var populär under stora delar av 1940- och 50-talen. Fastän begreppet ofta syftar på produktionen (i stället för en epok) lika mycket som en viss ljudbild, kan Nashvillesoundet allmänt dateras till tiden runt 1957–1958.
Det kallas ibland även Countrypolitan. Nashvillesoundet är mer popinfluerat, och är uppkallat efter orten Nashville.

## Ursprung
Pionjärer för Nashvillesoundet var RCA Records och Columbia Records i Nashville, bland dem Steve Sholes, skivproducenterna Chet Atkins, Owen Bradley, and Bob Ferguson, och ljudteknikern Bill Porter. De skapade stilen genom att ersätta honky tonk-soundet (fiol, steelguitar, nasal-sång) med innehåll från 1950-talets popmusik (stråkarrangemang, bakgrundssång, crooning-sång), och "slick"-produktion, och popstrukturer. Producenterna förlitade sig, i hitmakeriprocessen, på en liten grupp studiomusiker vid namn Nashville A-Team. 1960 rapporterade tidskriften Time att Nashville hade "förbipasserat Hollywood som nationens tvåa (efter New York) inom skivproduktion."
Countryhistorikern Rich Kienzle sade att "Gone", en hitlåt med Ferlin Husky inspelad i november 1956, "mycket väl kan ha pekat vägen för Nashvillesoundet."  Colin Escott menar att Jim Reeves' "Four Walls", inspelad i februari 1957, var den första inspelningen med 'Nashvillesoundet'", och Chet Atkins, RCA-producenten och gitarristen som ofta räknas som hjärnan bakom soundet, menar att hans produktion av Don Gibsons "Oh Lonesome Me" samma år var först.
I en artikel, publicerad i Heartaches by the Number: Country Music's 500 Greatest Singles, menar dock David Cantwell att Elvis Presleys rockinspelning av "Don't Be Cruel" i juli 1956 satte igång "Nashvillesoundets" epok.

## Countrypolitan

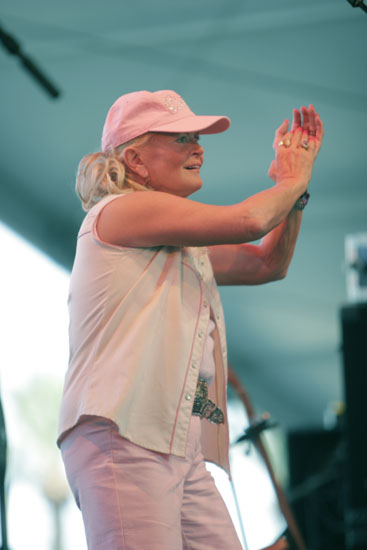
Lynn Anderson

Under det tidiga 1960-talet utmanades Nashvillesoundet alltmer av Bakersfield sound. Nashvilles poplåtstruktur uppgick i vad som kom att kallas countrypolitan. Countrypolitan var starkt riktat mot mainstreammarknaden, och sålde bra under det sena 1960-talet och tidiga 1970-talet. Bland de som låg bakom detta sound fanns producenterna Billy Sherrill (som medverkade i Tammy Wynettes tidiga karriär) och Glenn Sutton. Artister som gärna föredrog countrypolitansoundet var förutom Tammy Wynette, även Glen Campbell, Lynn Anderson, Charlie Rich och Charley Pride.
Bakersfieldsoundet, och senare outlaw country, dominerade countrymusiken bland entusiasterna medan countrypolitan härskade på poplistorna.
När Chet Atkins tillfrågades vad Nashvillesoundet var, stoppade han handen i fickan, skramlade med sina mynt och svarade: "That's what it is. It's the sound of money".

### Fotnoter
1. 1 2 3  ”Blog Archive » The “Nashville Sound” Begins”. Living In Stereo. 19 september 2006. Arkiverad från originalet den 25 maj 2012. https://archive.is/20120525182906/http://livinginstereo.com/?p=252. Läst 4 juli 2011.
2. 1 2  The Tennessee Encyclopedia. Nashville Recording Industry. Arkiverad 5 februari 2010 hämtat från the Wayback Machine. Accessed July 9, 2008.
3. 1 2 3  Sanjek, Russell. (1988). "American Popular Music and Its Business: the first four hundred years". Oxford University Press. ISBN 0-19-504311-1.
4. ↑  ”Arkiverade kopian”. Arkiverad från originalet den 16 maj 2008. https://web.archive.org/web/20080516033857/http://www.countrymusichalloffame.com/site/explore-history-postelvis.aspx. Läst 11 november 2008.
5. ↑  ”Bet on Chet”. eMusic. http://www.emusic.com/features/spotlight/286_200709.html. Läst 4 juli 2011.